# Kutjevo
Kutjevo (maďarsky Gotó) je město v Chorvatsku v Požežsko-slavonské župě. Nachází se asi 18 km severovýchodně od Požegy. V roce 2011 žilo v Kutjevu 2 440 obyvatel, v celé občině pak 6 247 obyvatel.
Celkem se v opčině nachází 17 sídel, z nichž největší je její středisko, město Kutjevo.
- Bektež – 388 obyvatel
- Bjeliševac – 112 obyvatel
- Ciglenik – 143 obyvatel
- Ferovac – 103 obyvatel
- Grabarje – 490 obyvatel
- Gradište – 152 obyvatel
- Hrnjevac – 174 obyvatel
- Kula – 331 obyvatel
- Kutjevo – 2 440 obyvatel
- Lukač – 150 obyvatel
- Mitrovac – 133 obyvatel
- Ovčare – 123 obyvatel
- Poreč – 119 obyvatel
- Šumanovci – 139 obyvatel
- Tominovac – 164 obyvatel
- Venje – 98 obyvatel
- Vetovo – 988 obyvatel

V roce 2011 tvořili naprostou národnostní většinu Chorvati (95,12 %, celkem 5 942 obyvatel). Dalšími významnými národnostními skupinami jsou Srbové (2,67 %, celkem 167 obyvatel) a Češi (1,17 %, celkem 73 obyvatel).
Město je významné pro své vinařství; vyrábí se zde známé chorvatské bílé víno Graševina.